# Vorrichtung

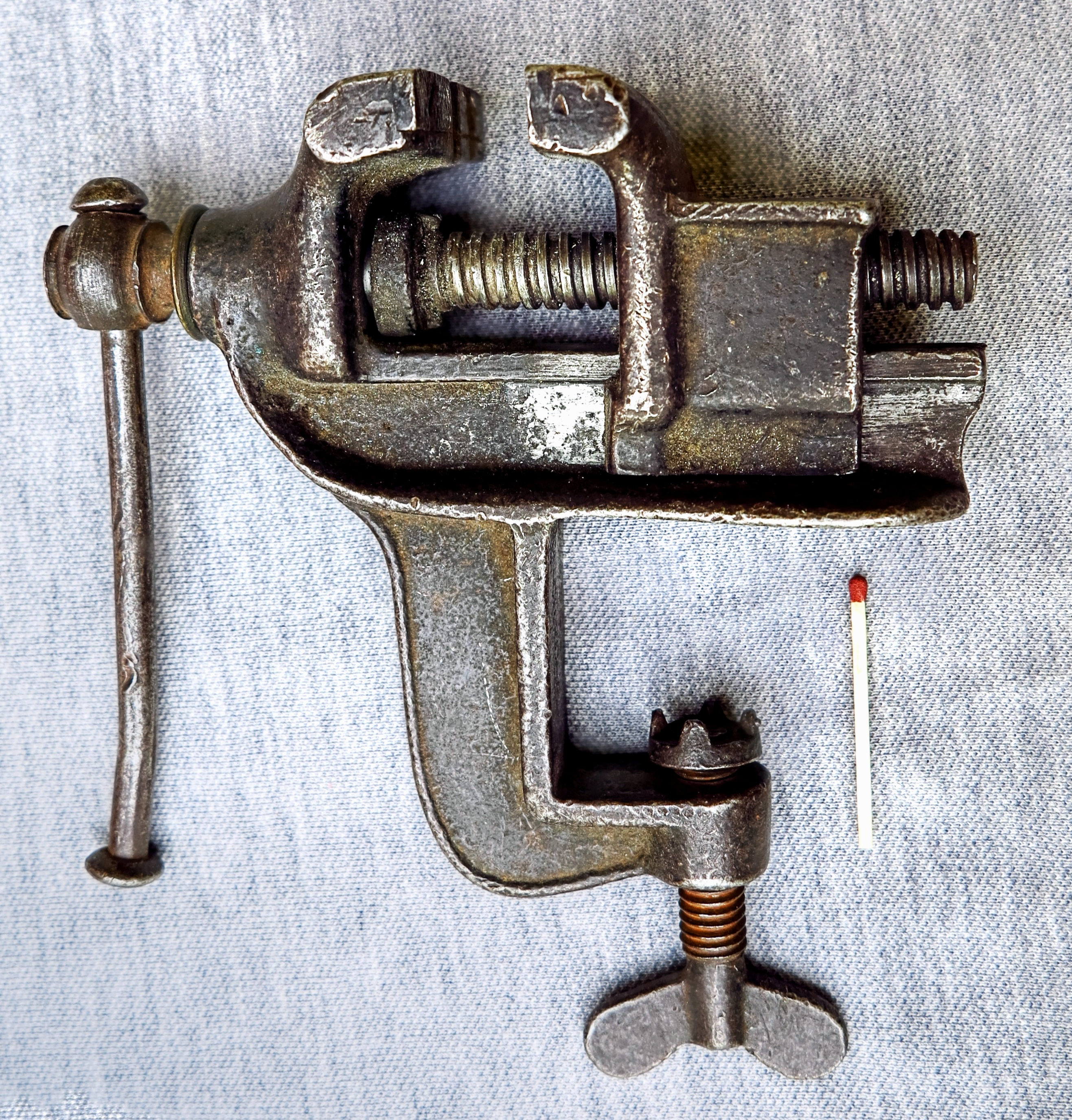
Parallelschraubstock

Vorrichtungen dienen im Maschinenbau dazu, Werkstücke zu positionieren, ihre Lage zu halten, sie festzuspannen und manchmal auch, um Werkzeuge zu führen. Sie zählen daher gemeinsam mit Werkzeugmaschinen, Werkzeugen, Mess- und Prüfmitteln zu den Fertigungsmitteln (nach DIN 6300), zu den Arbeitsmitteln (laut Arbeitswissenschaft) und zu den Betriebsmitteln (laut Betriebswirtschaftslehre).
Man kann sie in universelle und werkstückabhängige Vorrichtungen einteilen. Ein Schraubstock zum Beispiel ist eine einfache werkstückunabhängige Vorrichtung zur Lagebestimmung.
Spezielle, werkstückabhängige Vorrichtungen, Geräte und Apparate werden in Werkstätten und Betrieben des Werkzeugbaus und des Sondermaschinenbaus hergestellt.

## Zweck
Vorrichtungen zu fertigen, lohnt sich zumeist für die Serienfertigung oder bei Kleinserien. Es kann aber auch schon für ein einziges Werkstück lohnend sein. Eine Vorrichtung kann ein unverzichtbares Hilfsmittel sein, um eine Arbeit durchzuführen, deren Qualität anders nicht gewährleistet werden kann. Spannvorrichtungen zur eindeutigen Lagebestimmung eines Werkstücks oder mehrerer Werkstücke sind oftmals nur zu diesem Zweck gefertigt. Wenn sich etwa bei der Fahrradproduktion der Rahmen ändert, dann wird die Vorrichtung für die geänderte Produktion ausgetauscht oder umgebaut.

## Beispiel
Ein einfaches Beispiel für eine Vorrichtung ist eine Bohrschablone, die mit einer Unterplatte oder Kassette und einer Oberplatte mit vorgegebenen Bohrungshülsen ein schnelles Bohren von Werkstücken erlaubt, ohne das einzelne Werkstück einzeln immer neu erst ausmessen und anzeichnen zu müssen: man legt das Werkstück in die passende Schablone ein und bohrt alle vorgegebenen Bohrpositionen ab.

## Funktionen
Für den Bau einer Vorrichtung werden folgende Funktionen unterschieden:
- Positionieren zur Lagefestlegung in einer statisch bestimmten Lage (Freiheitsgrad gleich 0)
- Bestimmen zur Lagefixierung mit einer leichten Kraft
- Spannen zur Lagefixierung gegen die in der Fertigung auftretenden Prozesskräfte
- ggf. Führen: Auferlegen einer Zwangsbewegung
- ggf. Teilen: Zuweisen mehrerer Werkstücklagen zur Bearbeitung

Diese Funktionen haben definiert, reproduzierbar und mit der für die Fertigung notwendigen Genauigkeit zu erfolgen.

## Arten
Es gibt mechanisch, magnetisch, hydraulisch oder pneumatisch arbeitende Vorrichtungen. Aber es gibt auch Vorrichtungen, die bei Bedarf mehrere dieser Verfahren gleichzeitig nutzen können.

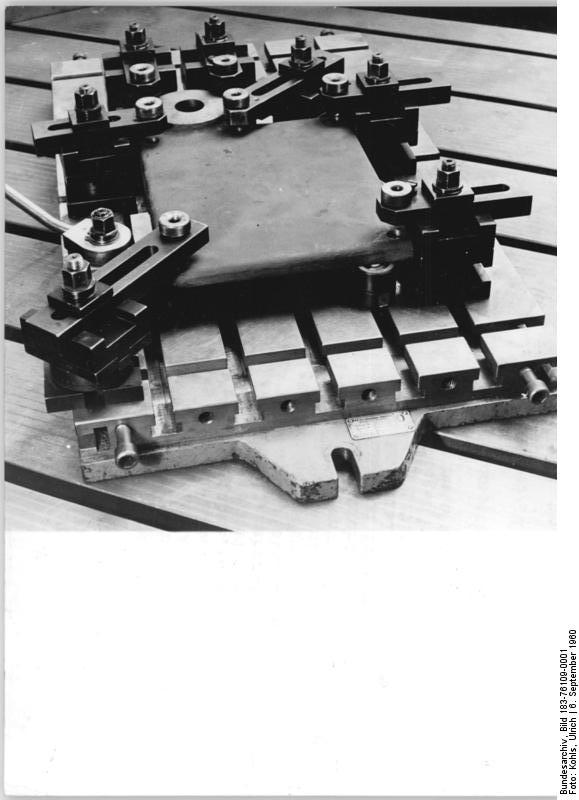
Variables Vorrichtungssystem mit Nuten und Spanneisen

Neben sogenannten werkstückgebundenen Vorrichtungen gibt es auch Vorrichtungssysteme (Nut- bzw. Lochsysteme), mit denen variable Aufspannvorrichtungen erstellt werden können. Dabei werden die Werkstücke beispielsweise mit Spanneisen (Spannpratzen) gehalten.
Im Bereich der Elektrotechnik ist eine Vorrichtung ein Hilfsmittel in Form einer bestimmten Schaltungsanordnung von Bauelementen oder eines Gerätes; beispielsweise ein Ladegerät, das zum Aufladen einer Batterie dient. Ein Lötbad zum Löten von bestückten Leiterplatten wird auch als Löt-Vorrichtung bezeichnet.